# Ferdinand Karsch
Ferdinand Karsch bzw. pseudonym (mit dem Mädchennamen seiner Mutter) Ferdinand Karsch-Haack (* 2. September 1853 in Münster; † 20. Dezember 1936 in Berlin) war ein deutscher Entomologe und Sexualwissenschaftler.

## Leben
Karsch wurde 1853 in Münster als Sohn einer geborenen Haack und des Hochschullehrers und Entomologen Anton Karsch geboren. Nach seiner Schulzeit in Münster studierte Karsch wie sein Vater Entomologie und erreichte den Doktorgrad an der Friedrich-Wilhelms-Universität. Danach war Karsch am Zoologischen Museum für Naturkunde in Berlin als Assistent beschäftigt. Nach seiner Habilitation im Jahre 1881 erhielt er eine Anstellung an der Landwirtschaftlichen Hochschule Berlin. Karsch publizierte einen Katalog von Spinnen in Westfalen und war unter anderem ab Juli 1884 Herausgeber der 1875 von Friedrich Katter begründeten Fachzeitschrift Entomologische Nachrichten.
Neben seiner beruflichen Arbeit als Entomologe verfasste Karsch viele Artikel zum Thema Homosexualität bei Tieren, die er anfangs in der Fachzeitschrift Jahrbuch für sexuelle Zwischenstufen von Magnus Hirschfeld veröffentlichte. Karsch führte 1900 mit dem Aufsatz Päderastie und Tribadie bei den Tieren erstmals den naturwissenschaftlichen Nachweis, dass in der Tierwelt gleichgeschlechtliches Verhalten vorhanden ist. Weitere Artikel folgten, unter anderem die Biografie Beurteilung angeblicher oder wirklicher Uranier, Das gleichgeschlechtliche Leben der Kulturvölker – Ostasiaten: Chinesen, Japaner, Koreaner 1906, Das gleichgeschlechtliche Leben der Naturvölker 1911, Die Homoerotik bei Paul Heyse 1914 und Erotische Grossstadtbilder als Kulturphänomene 1926.
Von 1905 an zeichnete Karsch seine Publikationen meist mit dem Namen Karsch-Haack, unter Heranziehung des Mädchennamens seiner Mutter.
Gemeinsam mit René Stelter veröffentlichte Karsch 1922 und 1923 zwölf Ausgaben der Zeitschrift Uranos. Blätter für ungeschmälertes Menschentum. Für eigene Weltdeutung! Für fruchttragende Lebenshaltung! Für erfüllte Gesellschaft!
1915 beendete er im Alter von 62 Jahren seine Tätigkeit als Dozent an der Landwirtschaftlichen Hochschule Berlin. Karsch lebte in späteren Lebensjahren offen homosexuell in Berlin. 1936 verstarb Karsch an einer Rippenfellentzündung.

## Schriften
- Die Insecten der Berglandschaft Adeli im Hinterlande von Togo (Westafrika). Abtheilung 1[4]: Apterygota, Odonata, Orthoptera Saltatoria, Lepidoptera Rhopalocera. s. n., Berlin 1893, doi:10.5962/bhl.title.8524.
- Karl von Holtei (1798–1880). In: Uranos. Band 1, Nr. 6/7, 1921, ZDB-ID 2128416-7, S. 121–129.
- Das gleichgeschlechtliche Leben der Naturvölker = Forschungen über gleichgeschlechtliche Liebe. Reihe 1, Band 1). Reinhardt, München 1911, (online auf archive.org).